# Xanadu (Titano)
Xanadu (spesso chiamata "Xanadu Regio", sebbene non sia il suo nome ufficiale) è un'area altamente riflettente dell'emisfero anteriore di Titano, il principale satellite naturale di Saturno. Il suo nome deriva da Xanadu, la città leggendaria fatta edificare da Kubilai Khan dopo essere diventato imperatore della Cina.

## Identificazione
La regione fu inizialmente identificata nel 1994 per mezzo del telescopio spaziale Hubble, che l'ha visualizzata a lunghezze d'onda infrarosse, ed è stata recentemente fotografata in maggior dettaglio grazie alla sonda Cassini.

## Caratteristiche
Xanadu si estende all'incirca quanto l'Australia. Osservazioni preliminari indicano che Xanadu è un altopiano di ghiaccio d'acqua altamente riflettente, in contrasto, in qualche modo, con le regioni più basse e più scure. Queste ultime, d'altra parte, appaiono nettamente differenti dagli ancor più scuri maria, una volta ritenuti mari di idrocarburi liquidi ed ora ritenuti essere pianure.
Le immagini catturate dalla sonda Cassini negli incontri con Titano dell'ottobre e del dicembre 2004 rivelano complesse variazioni nell'albedo nella porzione occidentale della regione. Sebbene gli studiosi ancora dibattano sul loro significato e sulla loro causa, il fenomeno della tettonica può essere indicato come un probabile responsabile. Prove al riguardo sono rappresentate da linee scure ed incrociate in prossimità del lato occidentale della regione. Gli studiosi stanno inoltre studiando il confine tra Xanadu ed una regione scura alla sua destra, Shangri-La. La forma del confine suggerisce che il materiale scuro circondi il terreno più luminoso.
Le immagini radar raccolte dalla sonda Cassini hanno rivelato che su Xanadu sono presenti dune, colline, fiumi e valli. Tali caratteristiche sono state probabilmente scavate nel ghiaccio, piuttosto che nel terreno, da metano o etano liquidi.